# Mecklenburgska sjöarna

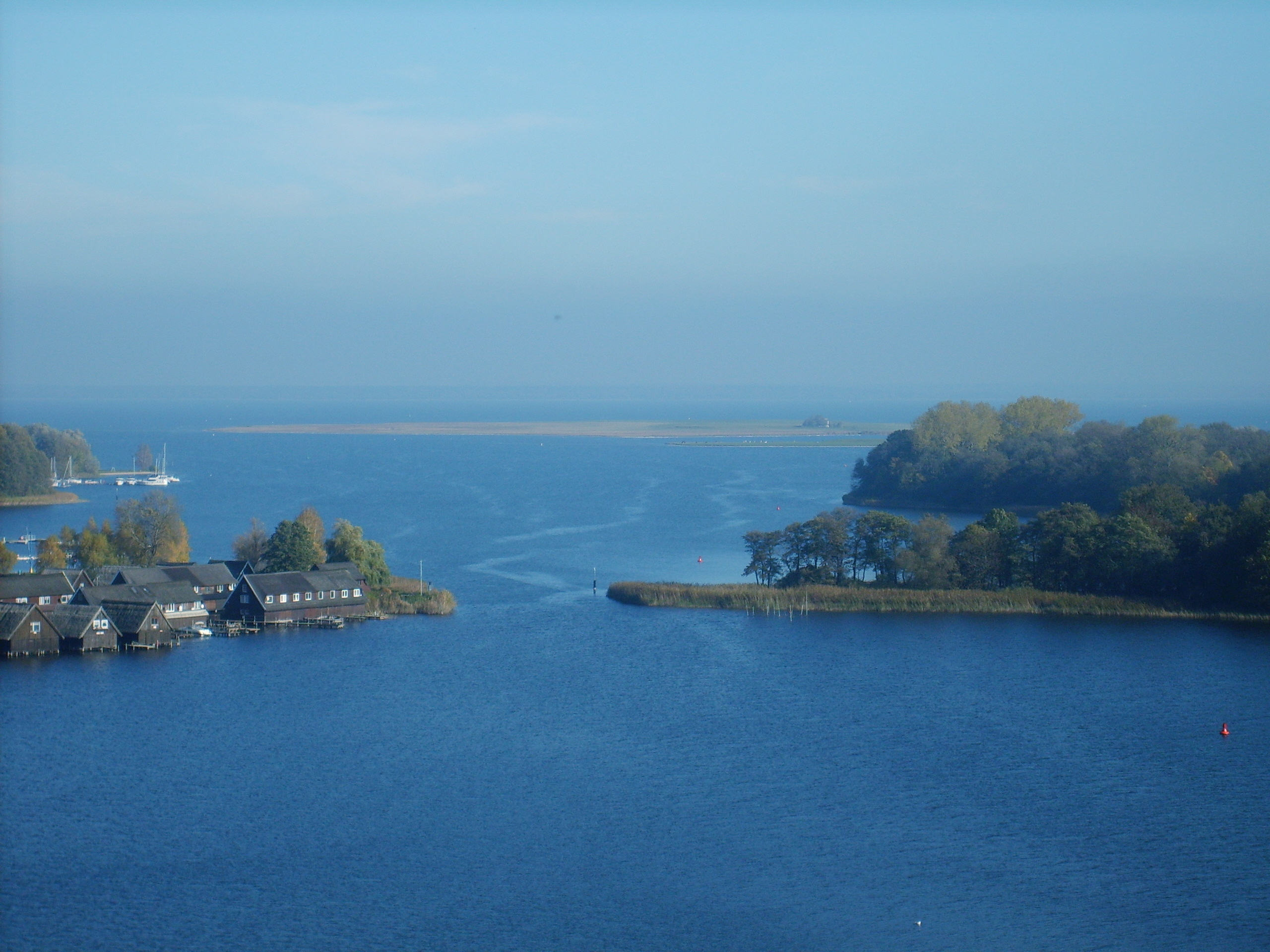
Tysklands näst största insjö, Müritz, tillhör Mecklenburgska sjöarna.

Mecklenburgska sjöarna (tyska: Mecklenburgische Seenplatte, Mecklenburger Seenland) är ett landskap i nordöstra Tyskland som kännetecknas av ett stort antal insjöar. Trots namnet ligger landskapet inte endast i Mecklenburg-Vorpommern, det sträcker i syd över norra delar av förbundslandet Brandenburg.
Landskapet bildades för cirka 12 000 år sedan under Weichsel-istiden. Sjöarna uppkom i dessa dalgångar och sandur som bildades av den tinande inlandsisen. Moränen som begränsar landskapet i norr börjar i nordväst vid Kühlungsborn bildar sedan en kuperad region (kallad Mecklenburgische Schweiz) och fortsätter över staden Feldberg till Eberswalde i Brandenburg.
Flera sjöar i landskapet bildar biotoper för sällsynta växter och djurarter. De skyddas därför som naturparker eller nationalparker.